# Інтернет-корпорація з присвоєння імен та номерів
Інтернет-корпорація з присвоєння імен та номерів (англ. Internet Corporation for Assigned Names and Numbers, або ICANN (абревіатура вимовляється як МФА: [ˈaɪkæn]; цікаво що так само звучить англ. I can — я можу) — міжнародна некомерційна організація, створена восени 1998 року за участю уряду США для регулювання питань, пов'язаних з доменними іменами, IP-адресами і іншими аспектами функціонування Інтернету.

## Статус
У 1998 році, відразу після створення ICANN, було підписано угоду між цією організацією й американським урядом. Ця угода, термін якої закінчився 30 вересня 2009 року, робила ICANN підзвітною тільки Міністерству торгівлі США. Такий стан справ не влаштовував інші країни, зокрема, Євросоюз.
30 вересня 2009 року ICANN підписало нову угоду з Міністерством торгівлі США, в рамках якого ICANN було виведено з-під контролю американського уряду і вона стала незалежною організацією. Згідно з новим документом, ICANN зобов'язана рідше ніж разу на рік надавати своїм членам докладні публічні звіти про діяльність. Американський уряд і далі бере участь в роботі Корпорації — Міністерство торгівлі США отримало одне з місць в Урядовому дорадчому комітеті ICANN (GAC — Governmental Advisory Committee). GAC займається контролем діяльності ICANN, надаючи їй різні рекомендації. До дорадчого комітету (GAC) входять представники понад 80 країн світу.
Не всі країни оцінили рівень незалежності ICANN як достатній, зокрема восени 2009 року Китай піддав критиці реорганізацію, закликав розпустити ICANN і створити справді незалежну міжнародну організацію під егідою ООН.
Без змін залишився контракт ICANN із владою США щодо виконання функцій IANA (Internet Assigned Numbers Authority). Угода передає у ведення ICANN розподіл IP-адрес, координування технічних параметрів протоколів інтернету й управління кореневими серверами DNS. Термін дії цього контракту закінчувався 2011 року.
Офіси ICANN розташовані в Лос-Анджелесі, Брюсселі і Вашингтоні, а в керівних органах корпорації є представники різних куточків нашої планети.

## Діяльність
Діяльність ICANN істотно змінила вигляд Інтернету. До 1998 року реєстрацію імен в доменах загального користування здійснювала тільки одна компанія. Подібний монополізм обумовлював високу вартість реєстрації — кожен домен в зонах .com, .net і .org щороку обходився його власнику в $50. Це, своєю чергою, було однією з причин, які перешкоджали зростанню кількості зареєстрованих доменних імен: у 1998 році у світі їх налічувалося всього три мільйони.
Корпорація ICANN почала використовувати розподілену систему реєстрації доменів, яка заснована на принципі вільного доступу акредитованих реєстраторів до реєстрів доменних імен. Цей крок поклав початок формуванню конкурентного доменного ринку. Сьогодні в доменних зонах загального користування працює понад 900 акредитованих реєстраторів, завдяки чому кількість зареєстрованих доменів значно зросла і перевищила[коли?] 160 мільйонів.
У межах розвитку системи адресації корпорація ICANN послідовно розширювала список доменів загального користування — зараз[коли?] їх вже 16, тоді як у 1998 році було лише три (.com, .net, .org). З 2001 року корпорація впровадила доменні зони .info, .biz, .name, .coop, .museum, .aero, .pro, .travel, .jobs, .cat, .asia, .mobi, .tel. При цьому в ICANN мають намір і надалі слідувати політиці розширення адресного простору шляхом створення нових доменів верхнього рівня, зокрема й різномовних.
Заслугою ICANN можна назвати й те, що всі ухвалювані корпорацією рішення заздалегідь обговорюються з представниками інтернет-спільноти, бізнесу і державних органів влади різних країн. Це необхідно для забезпечення збалансованого управління адресним простором з урахуванням думки всіх зацікавлених у цьому процесі сторін. Обговорення документів ICANN сьогодні відбувається в найрізноманітніших форматах. Зокрема, перед затвердженням всі вони доступні для коментарів на сайті організації. Крім того, корпорація регулярно проводить міжнародні конференції.
4 лютого 2011 року ICANN офіційно оголосила про вичерпання вільних адрес IPv4. Це мало прискорити перехід до адресації за протоколом IPv6.

### Домени національними мовами
30 жовтня 2009 року ICANN схвалила процедуру реєстрації доменних імен, що використовують не тільки латиницю, а й символи національних алфавітів. Держави можуть подати заяви на реєстрацію доменної зони верхнього рівня національною мовою від 16 листопада 2009 року. Нові правила дозволять використовувати в доменних іменах 100 тисяч нових символів. У ICANN нові правила найменування доменів називають найбільшою технічною зміною Інтернету за весь час його існування.
Заявку на домен .укр було подано до ICANN 16 листопада 2009 року, а 28 лютого 2013 року керування доменом було делеговано Українському мережевому інформаційному центру (УМІЦ).